# サバイバーズ・ギルト
サバイバーズ・ギルト (Survivor's guilt) は、戦争や災害、事故、事件、虐待などに遭いながら、奇跡的に生還を遂げた人が、周りの人々が亡くなったのに自分が助かったことに対して、しばしば感じる罪悪感のこと。「サバイバー」 (survivor) は「生き残り・生存者・遺族」を、「ギルト」(guilt) は「罪悪感」を意味する英語。

## 概説
ナチスによるホロコーストを生き延びた人々などに見られたケースが有名である。日本においては、2001年6月8日に発生した附属池田小事件や、2005年4月25日に発生したJR福知山線脱線事故において、生存者の間にこの種の感情が見られると報道されたこともあって認知度が高まった。また、太平洋戦争中に行われた特別攻撃隊、本土空襲、沖縄戦、広島市への原子爆弾投下、および長崎市への原子爆弾投下で生き残った高齢者が当時を回想するとき「あの状況で見殺しにするしかなかった」「助けられた命を見捨てた」など証言する場合も、このサバイバーズ・ギルトに当たる。心的外傷後ストレス障害 (PTSD) を起こして心理的な援助を必要とする場合もある。

## サバイバー症候群
サバイバー症候群 (Survivor syndrome) はサバイバーが示す様々な症状を総称したもの。症状には下記のようなものがある。ただしこれらは広い意味でPTSDの一種とも考えられる。
- 罪悪感
- フラッシュバック
- モチベーション・士気の低下
- 信頼心の低下、懐疑的になる
- 組織に対する忠誠心の減少